# Château du Hallier (Eure-et-Loir)
Pour les articles homonymes, voir Château du Hallier.
 (octobre 2018).
Si vous disposez d'ouvrages ou d'articles de référence ou si vous connaissez des sites web de qualité traitant du thème abordé ici, merci de compléter l'article en donnant les références utiles à sa vérifiabilité et en les liant à la section « Notes et références ».
Le château du Hallier est un château du XIXe siècle situé dans la commune de La Ferté-Vidame au lieu-dit « le Hayer », dans le département français d'Eure-et-Loir, en région Centre-Val de Loire.

## Historique
Le château du Hallier est construit par Pierre Humbert (1848-1919), surnommé « l'architecte des princes », pour son usage personnel et celui de sa famille ; sa petite-fille Denise Humbert,  historienne et bibliothécaire, y est probablement née en 1917 et son fils Maurice Humbert, également architecte, mortellement blessé lors d'un combat au front, y est mort le 22 septembre 1918.